# Adrian Mroczek-Truskowski
Adrian Mroczek-Truskowski (ur. 30 marca 1985 we Wrocławiu) – polski koszykarz występujący na pozycjach rzucającego obrońcy lub niskiego skrzydłowego.
Jest wychowankiem Śląska Wrocław, w którym spędził większość kariery. W sezonie 2009-2010 roku występował w pierwszoligowym zespole KKK MOSiR Krosno. Sezon 2010/2011 rozpoczął w Polpharmie Starogard Gdański, a zakończył w barwach drugoligowego WKS Śląska Wrocław. Z wrocławską drużyną, której był kapitanem, w sezonie 2011/2012 zdobył Puchar PZKosz oraz awansował do I ligi koszykarzy. W następnym sezonie ponownie wybrany na kapitana zespołu, wywalczył ze Śląskiem Wrocław awans do Polskiej Ligi Koszykówki. Podczas rozgrywek 2013/14 po raz kolejny pełnił funkcję kapitana Śląska Wrocław.
18 lipca 2017 trafił ponownie do WKS-u Śląska Wrocław.
3 lipca 2019 podpisał kolejną w karierze umowę z Pogonią Prudnik. Przed sezonem 2021/2022 został asystentem trenera Śląska Wrocław. Wraz z końcem sezonu 2023/2024 rozstał się ze Śląskiem Wrocław.

## Osiągnięcia
Na podstawie, o ile nie zaznaczono inaczej.

### Zawodnicze
Drużynowe
- Mistrz:
  - I ligi (2013, 2015)[2]
  - II ligi (2012)
  - Polski juniorów (2002)
- Brązowy medalista mistrzostw Polski (2007)
- Zdobywca:
  - pucharu Polski (2005, 2014)
  - pucharu PZKosz (2012)
- uczestnik rozgrywek Eurocup (2005/06)

Indywidualne
- Zaliczony do II składu I ligi (2017 przez eurobasket.com)[2]
- Uczestnik konkursu Shooting Stars podczas meczu gwiazd PLK (2013)

Reprezentacja
- Brązowy medalista mistrzostw Europy U–20 dywizji B (2005)
- Uczestnik kwalifikacji do mistrzostw Europy U–16 (2001)

### Trenerskie
(* – jako asystent trenera)
- Mistrz Polski (2022*)[7]
- Wicemistrz Polski (2023*)
- Brązowy medalista Polska Liga Koszykówki (2024)[8]
- Finał Superpucharu Polski (2022)*[9]
- Uczestnik rozgrywek Eurocup (2023,2024)